# Stanisław Garczarczyk
Stanisław Garczarczyk (ur. 1934, zm. 7 marca 2008) – polski dziennikarz i działacz sportowy.

## Życiorys
Przez większość życia zawodowego był związany z Gazetą Poznańską. Był tam kierownikiem działu sportowego, a także zastępcą redaktora naczelnego. Działał w Klubie Dziennikarzy Sportowych. Organizował imprezy sportowe i rekreacyjne, m.in. był jednym z pomysłodawców maratonu pływackiego Wpław przez Kiekrz, czy akcji Tenis dla wszystkich, dla której impulsem były sukcesy Wojciecha Fibaka.

## Publikacje
Wybrane publikacje:
- 50 lat sportu: jubileusz KS "Ostrovia" 1909-1959 (1959, współautorstwo),
- XX lat Gwardyjskiego Klubu Sportowego "Olimpia" Poznań (1968, współautorstwo),
- 60-lecie piłkarstwa wielkopolskiego (1969, z Grzegorzem Aleksandrowiczem),
- 50 lat pięściarstwa wielkopolskiego: 1924-1974 (1975),
- Tajemnice Oceanu Indyjskiego (1976),
- Grajmy w tenisa (1978, wraz z Wojciechem Fibakiem, nakład: 80.000 egzemplarzy[3]),
- Polewaczką do Akaby (1979),
- Zaczynali na placu Livoniusa (1979, z Wojciechem Michalskim),
- Samaja bolszaja kladowaja v mire (1979)[4].

## Nagrody
- Dziennikarskie Koziołki za całokształt pracy zawodowej[1],
- medal Ad Perpetuam Rei Memoriam (1993)[5].